# Кубок України з футболу серед аматорів 2011
Кубок України з футболу серед аматорських команд 2011 — 15-й розіграш Кубка України під егідою ААФУ. 

## Учасники
У розіграші Кубка взяли участь 22 аматорських команди з 16 областей України і АР Крим.
| Команда        | Місто/село             | Область           |
| -------------- | ---------------------- | ----------------- |
| «Агрокапітал»  | с. Суворовське         | АР Крим           |
| «Буча»         | м. Буча                | Київська          |
| «Гвардієць»    | смт Гвардійське        | АР Крим           |
| «ДЮСШ-Зеніт»   | м. Боярка              | Київська          |
| «Єдність-2»    | с. Плиски              | Чернігівська      |
| «Збруч»        | м. Волочиськ           | Хмельницька       |
| «Звягель-750»  | м. Новоград-Волинський | Житомирська       |
| «Колос»        | с. Хлібодарівка        | Херсонська        |
| «Легіон»       | м. Житомир             | Житомирська       |
| «Локомотив»    | м. Куп'янськ           | Харківська        |
| «Ніка»         | м. Харків              | Харківська        |
| «Нове Життя»   | с. Андріївка           | Полтавська        |
| ОДЕК (Оржів)   | смт Оржів              | Рівненська        |
| «Олімпік»      | м. Кіровоград          | Кіровоградська    |
| «Попасна»      | м. Попасна             | Луганська         |
| «Самбір»       | м. Самбір              | Львівська         |
| «Словхліб»     | м. Слов'янськ          | Донецька          |
| «Совіньйон»    | смт Таїрове            | Одеська           |
| «Таврія»       | смт Новотроїцьке       | Херсонська        |
| «Тепловик»     | м. Івано-Франківськ    | Івано-Франківська |
| «Тепловик»     | м. Южноукраїнськ       | Миколаївська      |
| «Уманьферммаш» | м. Умань               | Черкаська         |

## Перелік матчів

### Попередній етап
|                          | Заг.                     |                               | Матч 1                   | Матч 2                   |
| 17 і 24 серпня 2011 року | 17 і 24 серпня 2011 року | 17 і 24 серпня 2011 року      | 17 і 24 серпня 2011 року | 17 і 24 серпня 2011 року |
| ------------------------ | ------------------------ | ----------------------------- | ------------------------ | ------------------------ |
| «Олімпік» (Кіровоград)   | 2:3                      | «Уманьферммаш» (Умань)        | 1:1                      | 1:2                      |
| «Ніка» (Харків)          | 1:6                      | ФК «Попасна»                  | 0:0                      | 1:6                      |
| 17 і 31 серпня 2011 року |                          |                               |                          |                          |
| «Збруч» (Волочиськ)      | 0:3                      | «Тепловик» (Івано-Франківськ) | 0:0                      | 0:3                      |
| ФК «Буча»                | 4:2                      | «Легіон» (Житомир)            | 4:0                      | 0:2                      |
| «Совіньйон» (Таїрове)    | 1:1                      | «Гвардієць» (Гвардійське)     | 1:0                      | 0:1, д.ч., пен. 3:4      |
| «Колос» (Хлібодарівка)   | 3:1                      | «Агрокапітал» (Суворовське)   | 1:0                      | 2:1                      |

### 1/8 фіналу
|                                     | Заг. |                               | Матч 1 | Матч 2 |
| ----------------------------------- | ---- | ----------------------------- | ------ | ------ |
| «Локомотив» (Куп'янськ)             | +:-  | «Словхліб» (Слов'янськ)       | +:-    | +:-    |
| 16 і 24 серпня 2011 року            |      |                               |        |        |
| «ДЮСШ-Зеніт» (Боярка)               | 1:17 | «Єдність-2» (Плиски)          | 1:7    | 0:10   |
| 31 серпня і 7 вересня 2011 року     |      |                               |        |        |
| «Нове Життя» (Андріївка)            | 6:3  | ФК «Попасна»                  | 3:0    | 3:3    |
| 31 серпня і 11 вересня 2011 року    |      |                               |        |        |
| «Звягель-750» (Новоград-Волинський) | 0:10 | ФК «Самбір»                   | 0:2    | 0:8    |
| 7 і 21 вересня 2011 року            |      |                               |        |        |
| ОДЕК (Оржів)                        | 5:3  | «Тепловик» (Івано-Франківськ) | 2:0    | 3:3    |
| «Уманьферммаш» (Умань)              | 1:7  | ФК «Буча»                     | 1:1    | 0:6    |
| «Таврія» (Новотроїцьке)             | 1:7  | «Гвардієць» (Гвардійське)     | 1:4    | 0:3    |
| «Тепловик» (Южноукраїнськ)          | 1:7  | «Колос» (Хлібодарівка)        | 1:2    | 0:5    |

### Чвертьфінали
|                                 | Заг. |                           | Матч 1 | Матч 2 |
| ------------------------------- | ---- | ------------------------- | ------ | ------ |
| «Нове Життя» (Андріївка)        | +:-  | «Локомотив» (Куп'янськ)   | +:-    | +:-    |
| 28 вересня і 5 жовтня 2011 року |      |                           |        |        |
| ФК «Буча»                       | 4:2  | «Єдність-2» (Плиски)      | 3:0    | 1:2    |
| «Колос» (Хлібодарівка)          | 0:3  | «Гвардієць» (Гвардійське) | 0:3    | -:+    |
| 5 і 12 жовтня 2011 року         |      |                           |        |        |
| ФК «Самбір»                     |      | ОДЕК (Оржів)              | 4:3    | 1:1    |

### Півфінали
|                          | Заг.                     |                           | Матч 1                   | Матч 2                   |
| 16 і 23 жовтня 2011 року | 16 і 23 жовтня 2011 року | 16 і 23 жовтня 2011 року  | 16 і 23 жовтня 2011 року | 16 і 23 жовтня 2011 року |
| ------------------------ | ------------------------ | ------------------------- | ------------------------ | ------------------------ |
| ФК «Самбір»              | 0:2                      | ФК «Буча»                 | 0:1                      | 0:1                      |
| «Нове Життя» (Андріївка) | 0:1                      | «Гвардієць» (Гвардійське) | 0:0                      | 0:1                      |

### Фінал
|                            | Заг.                       |                            | Матч 1                     | Матч 2                     |
| 6 і 12 листопада 2011 року | 6 і 12 листопада 2011 року | 6 і 12 листопада 2011 року | 6 і 12 листопада 2011 року | 6 і 12 листопада 2011 року |
| -------------------------- | -------------------------- | -------------------------- | -------------------------- | -------------------------- |
| «Гвардієць» (Гвардійське)  | 2:7                        | ФК «Буча»                  | 1:3                        | 1:4                        |

| Володар Кубка України серед аматорів 2011 |
| ----------------------------------------- |
| ФК «Буча» Вперше                          |